# Вильякорта, Андерсон
А́ндерсон Мисаэ́ль Вильяко́рта Бельтра́н (исп. Anderson Mishael Villacorta Beltrán; род. 25 июля 2005, Chepén, Ла-Либертад) — перуанский футболист, защитник клуба «Минерос де Сакатекас».

## Клубная карьера
Вильякорта — воспитанник клуба «Универсидад Сесар Вальехо». 21 августа 2022 года в матче против «Карлос Маннуччи» он дебютировал в перуанской Премьере.

## Международная карьера
В 2023 году в составе молодёжной сборной Перу Вильякорта принял участие в молодёжном чемпионате Южной Америки в Колумбии. На турнире он сыграл в матчах против сборных Бразилии, Колумбии и Аргентины.
В 2025 году в составе молодёжной сборной Перу Вильякорта во второй раз принял участие в молодёжном чемпионате Южной Америки в Венесуэле. На турнире он сыграл в матчах против сборных Парагвая, Венесуэлы, Чили и Уругвая.